# 安定区各级文物保护单位列表
以下为甘肃省定西市安定区各级文物保护单位。

## 全国重点文物保护单位
| 名称 | 编号 | 分类 | 所在 | 时代 | 图片 |
| ---- | ---- | ---- | ---- | ---- | ---- |

## 甘肃省文物保护单位
- 定西堡子坪遗址
- 安西古城址
- 平西古城址
- 巉口村墓群（包括遗址）
- 朱家庄墓群

1. ↑  . 中国文物信息网.[永久]